# Quartetto Cetra
Quartetto Cetra  [kwartetto tʃeːtra] est un quatuor vocal italien actif des années 1940 aux années 1980.

## Biographie
Le groupe est issu du précédent « Quartetto Ritmo  » à la suite du remplacement d'un chanteur. Felice Chiusano a remplacé Enrico Gentile et a rejoint Tata Giacobetti, Virgilio Savona et Enrico De Angelis. le Quartetto Cetra a fait ses débuts en 1941 dans une revue de radio intitulée Riepilogando.
En octobre 1947, Enrico De Angelis  quitte le groupe pour rejoindre l'armée et est remplacé par la chanteuse Lucia Mannucci, l'épouse de Virgilio Savona constituant la formation definitive du Quartetto Cetra qui sera actif sur scène, au cinéma et à la télévision jusqu'à la fin des années 1980 
,.